# Hygronemobius benoisti
Hygronemobius benoisti is een rechtvleugelig insect uit de familie krekels (Gryllidae). De wetenschappelijke naam van deze soort is voor het eerst geldig gepubliceerd in 1920 door Lucien Chopard.